# Jackson Guitars

Logo

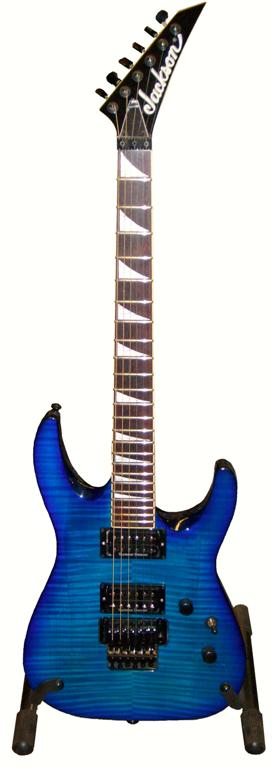
Eine Jackson Dinky

Die Firma Jackson ist ein US-amerikanischer Hersteller von E-Gitarren und E-Bässen. Ihr Sitz liegt in Scottsdale, Arizona. Jackson ist zusammen mit Charvel und einigen anderen (z. B. Gretsch oder Guild) eine „Tochterfirma“ des Gitarrenherstellers Fender, der bereits seit den 1940er Jahren Solidbody-Gitarren baut und heute zu den größten und erfolgreichsten Konzernen der Branche zählt.
Mit der Übernahme der Firma Jackson, die aus der Werkstatt von Wayne Charvel und Grover Jackson hervorging, stieg Fender auch in die Metal-Szene ein, in der HiGain-Sounds und moderne Designs ausschlaggebend sind. Diese stark verzerrten Sounds werden für Jackson-Gitarren vor allem durch den Einbau von doppelspuligen Humbuckern erreicht; der zugleich auch den größten konstruktiven Unterschied zu den Gitarren des Mutterkonzerns Fender darstellt.
Erste Erfolge erzielte Jackson – damals noch unabhängig von Fender und in Zusammenarbeit mit Charvel – mit sog. „Superstrats“, vor allem an Pickups und Hardware modifizierten Umbauten der Fender Stratocaster. Diese werden auch heute noch unter den Namen „Dinky“ und „Soloist“ von Jackson gebaut.

## Bekannte Künstler
Für den Gitarristen Randy Rhoads wurde ein nach ihm benanntes Modell entwickelt. Sein selbstskizziertes Gitarrenmodell „Jackson Randy Rhoads“ wurde auf seine Spielweise abgestimmt und außer von ihrem Namensgeber auch von anderen Metal-Gitarristen wie Vinnie Vincent (Kiss und Vinnie Vincent Invasion), Kirk Hammett (Metallica) oder Alexi Laiho (Children of Bodom) gespielt. Beliebt ist dieses Modell vor allem aufgrund der Bespielbarkeit im Stehen. Durch die einseitig verlängerte V-Form verlagert sich der Schwerpunkt so, dass sie bei fast 45° hängt, was der klassischen Spielweise (im Sitzen) einer akustischen Gitarre sehr nahekommt.
Des Weiteren sind Jackson-Gitarren hauptsächlich im Metal-Genre vertreten, was sich an weiteren Künstlern wie Kristian Ranta (Norther), Dan Spitz (früher Anthrax), Mille Petrozza (Kreator), Mick Thomson (Slipknot), Roope Latvala (Children of Bodom), Phil Collen (Def Leppard), Matthew Tuck (Bullet for My Valentine), Serj Tankian (System of a Down), Jacky Vincent (Falling in Reverse), Zakk Wylde, Buckethead, Stryper, Phil Demmel (Machine Head), Robert Vigna (Immolation), Mark Morton (Lamb of God) und vielen anderen zeigen lässt.
Als Bindeglied zwischen der ehemaligen „Mutterfirma“ Fender und ihrer „Tochter“ Jackson darf man heute die Gitarristen von Iron Maiden, Adrian Smith, Dave Murray sowie den zur beschriebenen Zeit neu eingestiegenen Janick Gers betrachten, die bereits zu Beginn der 1990er Jahre Gitarren spielten, die in ihrer Form vollständig dem Stratocaster-Vorbild entsprachen, technisch jedoch durch Jackson modifiziert waren. Als ursprünglich entschiedene Verfechter von Fender-Stratocastern eröffneten Iron Maiden dem Hersteller Jackson somit einen enormen Promotionsschub.

## Produktpalette
Neben dem bereits erwähnten Randy Rhoads-Modell und den Dinky- und Soloist-Superstrats baut Jackson zurzeit die an die Gibson Flying V angelehnte King V sowie die entfernt an die Gibson Explorer erinnernde Kelly und die Warrior.
Hinzu kommen außerdem Signature-Modelle für einige verdiente Musiker, die jeweils an die standardisierten Modelle angelehnt sind.
Für Mark Morton (Lamb of God) wurde von Jackson eine komplett neue Gitarrenform, nach dessen Vorstellungen, entworfen. (Mark Morton D2 Dominion TBK-Reihe)
Fast allen Jackson-Modellen ist gemeinsam, dass sie in verschiedenen Serien mit verschiedener Ausstattung und entsprechend verschiedenem Preis gebaut werden.
Die wesentlichen Unterschiede sind hierbei der Herstellungsort (Japan, Indien, Indonesien, China, USA), die Wahl der Hölzer, Verzierungen und Halsdimensionen/-proportionen.
Die Preisspanne reicht hierbei von der vergleichsweise preiswerten X-Serie bis zu handgefertigten Custom-Shop-Ausführungen mit dementsprechenden Preisen. Wie bei den meisten „Traumfabriken“ renommierter Gitarrenhersteller ist hier allerdings nach oben hin kein Ende in Sicht.